# Renault Sherpa 5
Renault Sherpa 5 ist ein als Militärfahrzeug gebauter Lastkraftwagen von Arquus (ehemals Renault Trucks Defense).

## Beschreibung
Renault Sherpa 5 wurde an der Rüstungsmesse Eurosatory in Villepinte 2004 vorgestellt. Das Fahrzeug ist ein allradbetriebener Lastkraftwagen (4×4 oder 6×6), der sieben Tonnen Nutzlast aufnehmen kann. Er wird für Transporte in Kriegsgebieten eingesetzt – die Französischen Streitkräfte verwenden den Lastkraftwagen zum Transport von Munition oder des CAESAR (eines Artilleriegeschützes).